# Blacus fulviceps
Blacus fulviceps är en stekelart som beskrevs av Van Achterberg 1988. Blacus fulviceps ingår i släktet Blacus och familjen bracksteklar. Inga underarter finns listade.